# Omaraschab Nażmudinow
Omaraschab Magomiedowicz Nażmudinow (ros. Омарасхаб Магомедович Нажмудинов ;ur. 24 października 1995) – rosyjski, a od 2018 roku rumuński zapaśnik walczący w stylu wolnym. Zajął dziesiąte miejsce na mistrzostwach świata w 2019.
Siódmy na mistrzostwach Europy w 2019 i 2020. Trzeci na MŚ U-23 w 2018. Wygrał ME kadetów w 2011 roku.